# Kotputli
Kotputli är en ort i Indien.   Den ligger i distriktet Jaipur och delstaten Rajasthan, i den norra delen av landet, 140 km sydväst om huvudstaden New Delhi. Kotputli ligger 361 meter över havet och antalet invånare är 43 651.
Terrängen runt Kotputli är platt. Runt Kotputli är det tätbefolkat, med 411 invånare per kvadratkilometer. Det finns inga andra samhällen i närheten. Trakten runt Kotputli består till största delen av jordbruksmark.